# Cri-Cri, Ludo et l'Orage
Pour plus de détails, voir Fiche technique et Distribution.
Cri-Cri, Ludo et l'Orage est un dessin animé réalisé par Antoine Payen sur une musique de Maurice Thiriet et des décors de Jean-Denis Maclès, sorti en 1946. 
Ce dessin animé fait partie, avec Les Enfants du Ciel, d'une série produite par Les Films René Risacher.   

## Synopsis
La Maison des Enfants du Ciel se réveille : les enfants partent au travail avec leurs outils. Cricri suit avec un agneau. Ludo sort le dernier sur son traîneau. Les enfants construisent une bergerie. Pendant ce temps, Cri-Cri sort de sa valise un moule et, avec de la matière de nage moutonneux, fabrique des moutons, formant un troupeau. Dans un paysage sinistre, l'orage, baudruche dégonflée, repose dans une cage. Ludo apparaît. Il gonfle l'orage au moyen d'une valve qui prend hors de la cage. L'orage, démesurément gonflé, fait éclater sa cage et s'envole. La bergerie est terminée et les enfants donnent une fête. Grondement de tonnerre, voilà l'orage. Les enfants s'enfuient tandis que Cri-Cri reste seule au milieu de ses moutons. Ceux-ci lui échappent en redevenant des nuages. 
Ludo, de la fenêtre de son château, voit les conséquences de sa faute et Cri-Cri dans le vent et la pluie, courant après son dernier agneau. Saisi de remords, il part à son secours. Arrivé à proximité de l'agneau, il le saisit au lasso avec une corde et tire. L'orage, furieux, envoie des éclairs sur la corde qui, brûlée, va se rompre. Ludo fuit, l'agneau sous son bras, mais l'orage le poursuit. Ludo rapporte l'agneau à Cri-Cri, qui pleure au pied d'un arbre. Ils s'embrassent. L'orage, furieux, considère cette scène. Il tire des éclairs contre l'arbre sous lequel sont réfugiés Cri-Cri et Ludo. 
La main de l'orage saisit les deux enfants terrifiés. Mais les amis ne sont pas loin. Deux enfants viennent à leur secours et font diversion. Pendant ce temps, Ludo glisse entre les doigts de l'orage et le dégonfle. L'orage redevient le ballon de baudruche dégonflé qu'il était dans la cage. 

## Fiche technique
Sauf mention contraire, cette fiche est établie à partir du générique du dessin animé. 
- Titre : Cri-Cri, Ludo et l'Orage
- Réalisation : Antoine Payen
- Animation : Antoine Payen
- Scénario : V. de Quiche et Georges Bouisset
- Décors : Jean-Denis Maclès
- Musique : Maurice Thiriet
- Film en couleur : procédé Afgacolor (Laboratoire Eclair)
- Enregistrement sonore Radio-Cinéma : système Cottet
- Production : Les Films René Risacher
- Genre : dessin animé pour enfants
- Durée : 10 minutes
- dates de sortie en salle : 13 mars 1946.

## Autour du film
Le dessin animé est présenté au monde du dessin animé et à la presse le 13 mars 1946 à 11 heures. La séance se tient au cinéma « Le Balzac » à Paris. 
L’équipe réalise un véritable travail de titan. La réalisation de Cricri, Ludo et l'Orage s’étale sur une période de deux ans. Pour la réalisation de ce dessin animé, l’équipe utilise 300 m de pellicules, 12 000 crayons, 3 000 gommes, 200 kg de calques, 100 kg de gouache et 10 l de glycérine.  
Environ 30 000 dessins servent à la réalisation de ces dix minutes de film.